# Oh Kyo-Moon
Oh Kyo-Moon (en coreano: 오교문; 2 de marzo de 1972) es un deportista surocreano que compitió en tiro con arco, en la modalidad de arco recurvo.
Participó en dos Juegos Olímpicos de Verano en los años 1996 y 2000, obteniendo tres medallas, plata y bronce en Atlanta 1996 y oro en Sídney 2000. Ganó dos medallas en el Campeonato Mundial de Tiro con Arco al Aire Libre de 1995.

## Palmarés internacional
| Juegos Olímpicos                 | Juegos Olímpicos         | Juegos Olímpicos  | Juegos Olímpicos |
| Año                              | Lugar                    | Medalla           | Prueba           |
| -------------------------------- | ------------------------ | ----------------- | ---------------- |
| 1996                             | Atlanta (Estados Unidos) | Medalla de plata  | Equipo           |
| 1996                             | Atlanta (Estados Unidos) | Medalla de bronce | Individual       |
| 2000                             | Sídney (Australia)       | Medalla de oro    | Equipo           |
| Campeonato Mundial al Aire Libre |                          |                   |                  |
| Año                              | Lugar                    | Medalla           | Prueba           |
| 1995                             | Yakarta (Indonesia)      | Medalla de oro    | Equipo           |
| 1995                             | Yakarta (Indonesia)      | Medalla de bronce | Individual       |